# Heterotropus
Heterotropus är ett släkte av tvåvingar. Heterotropus ingår i familjen svävflugor.

## Dottertaxa tillHeterotropus, i alfabetisk ordning[1]
- Heterotropus aegyptiacus
- Heterotropus albidipennis
- Heterotropus ammophilus
- Heterotropus apertus
- Heterotropus arenivagus
- Heterotropus atlanticus
- Heterotropus bisglaucus
- Heterotropus boundariei
- Heterotropus chivaensis
- Heterotropus desertus
- Heterotropus diamantis
- Heterotropus elephantinus
- Heterotropus emelijanovi
- Heterotropus fulvipes
- Heterotropus gilvicornis
- Heterotropus glaucus
- Heterotropus gracilis
- Heterotropus griseus
- Heterotropus gussakovsiji
- Heterotropus hohlbecki
- Heterotropus indicus
- Heterotropus israeliensis
- Heterotropus kaplanae
- Heterotropus kazanovskyi
- Heterotropus kiritshenkoi
- Heterotropus longitarsus
- Heterotropus maculatissimus
- Heterotropus maculiventris
- Heterotropus magnirostris
- Heterotropus maroccanus
- Heterotropus mongolicus
- Heterotropus monticola
- Heterotropus munori
- Heterotropus nigrinanus
- Heterotropus nigritarsis
- Heterotropus nigrithorax
- Heterotropus normalipes
- Heterotropus pallens
- Heterotropus posthos
- Heterotropus pyrus
- Heterotropus repeteki
- Heterotropus sabulosus
- Heterotropus stigmaticus
- Heterotropus stuckenbergi
- Heterotropus sudanensis
- Heterotropus sulphureus
- Heterotropus taurus
- Heterotropus trotteri
- Heterotropus xanthothorax
- Heterotropus zarudnyi
- Heterotropus zimini